# Miracle (album de Céline Dion)
Pour les articles homonymes, voir Miracle (homonymie).
Albums de Céline Dion
A New Day: Live in Las Vegas
(2003) On Ne Change Pas
(2005)
Singles
1. Beautiful Boy
Sortie : 11 octobre 2004
2. Miracle
Sortie : 11 octobre 2004
3. Je lui dirai
Sortie : 11 octobre 2004
4. In Some Small Way
Sortie : 7 mars 2005

Miracle est le 26e album studio de Céline Dion et un album-concept né de la collaboration entre elle et la photographe Anne Geddes. Cet album, qui rassemble chansons et images, veut rendre hommage à l'amour unissant une mère et son bébé.

## Vente de l'album
Miracle est l'un des albums en langue anglaise de Céline Dion qui s'est le moins bien vendu de sa carrière, avec 2 millions d'exemplaires dans le monde.
Au Canada, l'album entre en 1re position avec 41 500 copies, descend la semaine suivante à la 2e position et restera classé 18 semaines. Le disque sera un échec commercial, avec 150 000 ventes.
Aux États-Unis, il débute en 4e position avec 104 000 copies et restera 22 semaines dans le palmarès. Il est certifié platine pour 1 million de copies vendues.

## Liste des titres
| No  | Titre                                                | Auteur                                | Durée |
| --- | ---------------------------------------------------- | ------------------------------------- | ----- |
| 1.  | Miracle                                              | Steve Dorff, Linda Thompson           | 3:38  |
| 2.  | Brahms' Lullaby                                      | Johannes Brahms                       | 3:32  |
| 3.  | If I Could                                           | Ken Hirsch, Marti Sharron, Ron Miller | 4:47  |
| 4.  | Sleep Tight                                          | Richard Page, Jon Lind, John Lahng    | 4:40  |
| 5.  | What a Wonderful World                               | George David Weiss, Bob Thiele        | 3:48  |
| 6.  | My Precious One                                      | Peer Åström, Stephanie Bentley        | 3:52  |
| 7.  | A Mother's Prayer                                    | David Foster, Carole Bayer Sager      | 3:43  |
| 8.  | The First Time Ever I Saw Your Face                  | Ewan MacColl                          | 4:09  |
| 9.  | Baby Close Your Eyes                                 | Carol Welsman, Romano Musumarra       | 3:25  |
| 10. | Come to Me                                           | Beverley Mahood, Thomas Wade          | 4:36  |
| 11. | Le Loup, la Biche et le Chevalier                    | Maurice Pon, Henri Salvador           | 3:14  |
| 12. | Je lui dirai (Chanson bonus sur l'édition Française) | Jean-Jacques Goldman                  | 3:57  |
| 13. | Beautiful Boy                                        | John Lennon                           | 3:53  |
| 14. | In Some Small Way                                    | Richard Page, David Tyson             | 5:06  |

## Charts
Ventes  Mondial : 2 500 000
| Pays               | Meilleure position | Certification | Vente     |
| ------------------ | ------------------ | ------------- | --------- |
| Australie          | 15                 |               |           |
| Autriche           | 34                 |               |           |
| Belgique Flandres  | 13                 | Or            | 25 000    |
| Belgique Wallonie  | 1                  | Or            | 25 000    |
| Canada             | 1                  |               | 150 000   |
| République tchèque | 51                 |               |           |
| Danemark           | 12                 |               |           |
| États-Unis         | 4                  | Platine       | 1 000 000 |
| France             | 4                  | Or            | 140 000   |
| Allemagne          | 34                 |               |           |
| Grèce              | 9                  |               |           |
| Hongrie            | 84                 |               |           |
| Italie             | 15                 | Or            | 50 000    |
| Japon              | 168                |               | 10 000    |
| Pays-Bas           | 4                  |               |           |
| Nouvelle-Zélande   | 26                 |               |           |
| Pologne            | 15                 |               |           |
| Portugal           | 19                 |               |           |
| Royaume-Uni        | 5                  | Or            | 115 000   |
| Espagne            | 77                 |               |           |
| Suède              | 30                 |               |           |
| Suisse             | 6                  | Or            | 20 000    |